# Міжнародний фінансовий центр Пінань
Міжнародний фінансовий центр Пінань (кит.: 平安国际金融中心, англ. Pingan International Finance Center) — хмарочос у Шеньчжені, КНР. 
Висота 115-поверхового хмарочоса становить 599 метрів (разом зі шпилем). Будівництво велося у 2009–2017 роках.
Після завершення будівництва цей хмарочос став другим за висотою хмарочосом Китаю, поступаючись Шанхайській Вежі, а також четвертою найвищою будівлею світу.

## Галерея

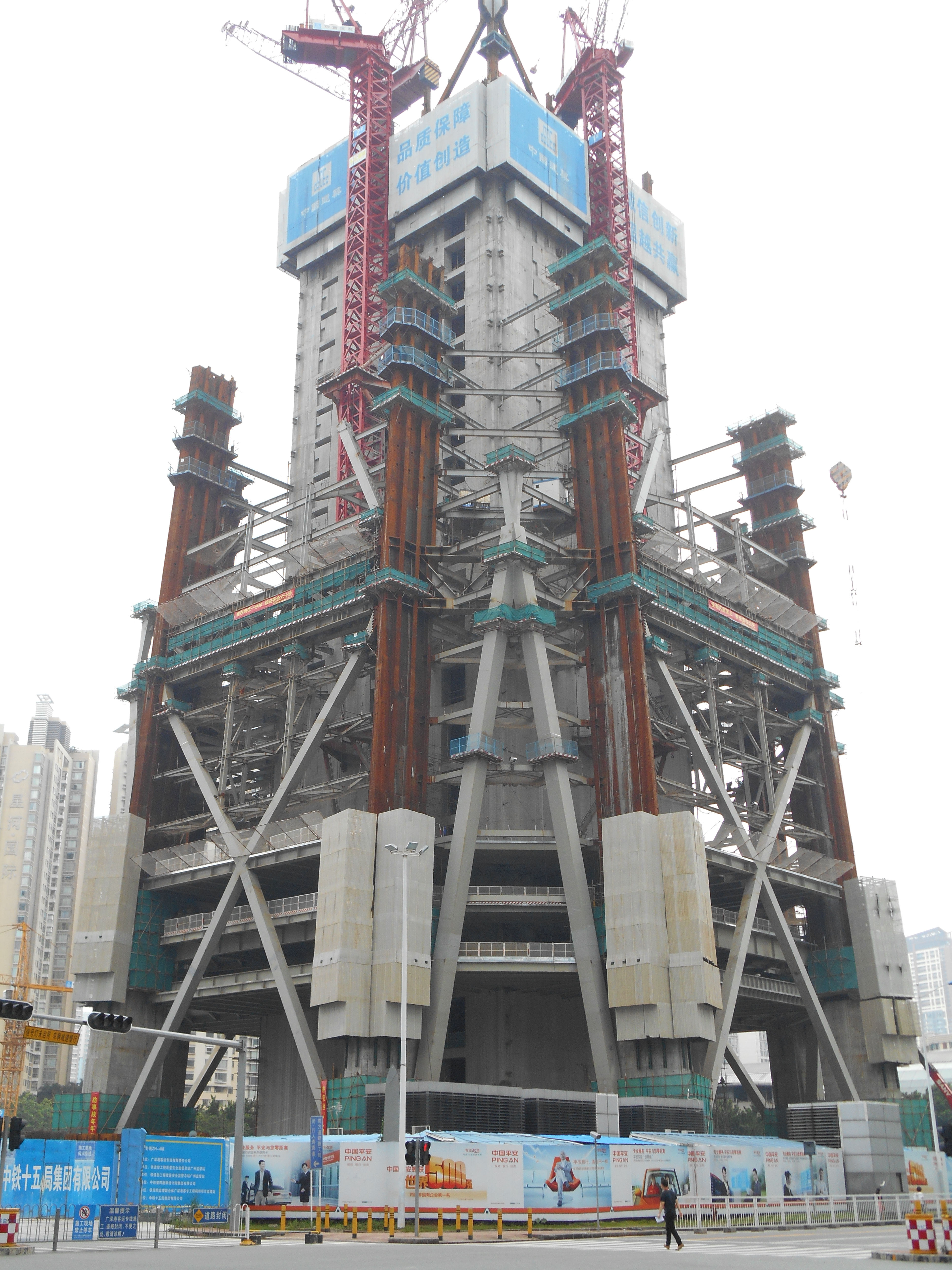
Червень 2013
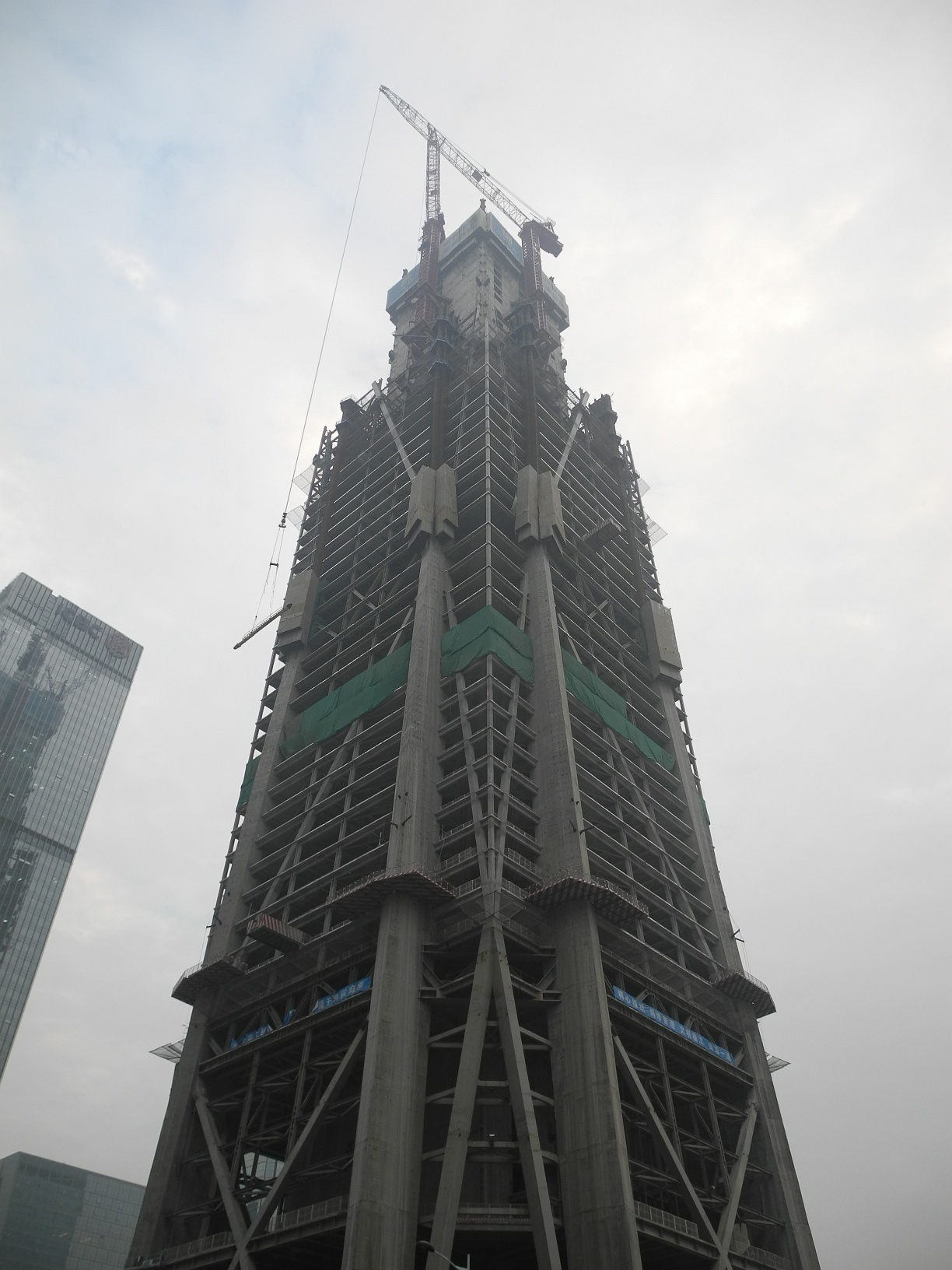
Грудень 2013
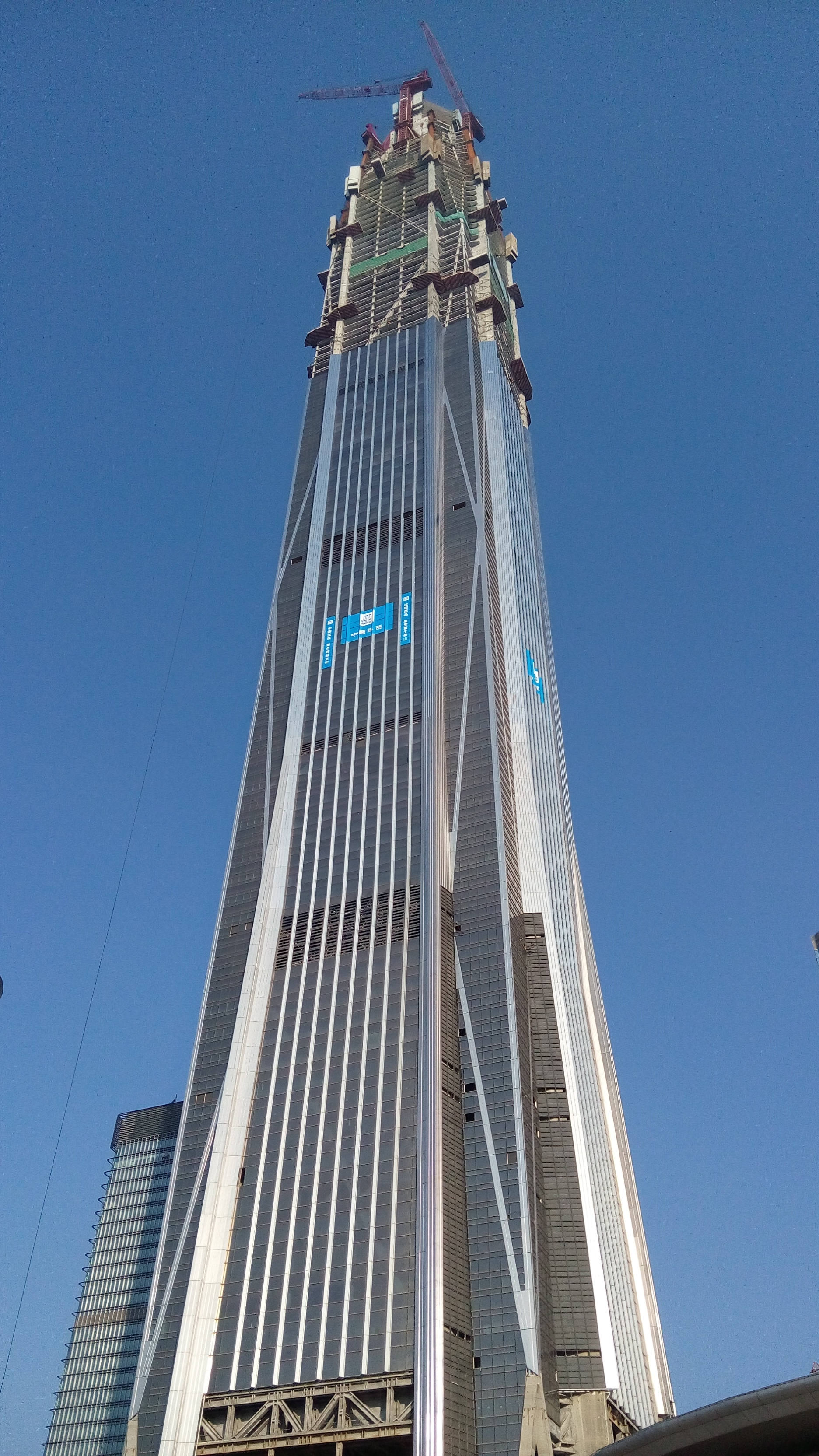
Грудень 2014
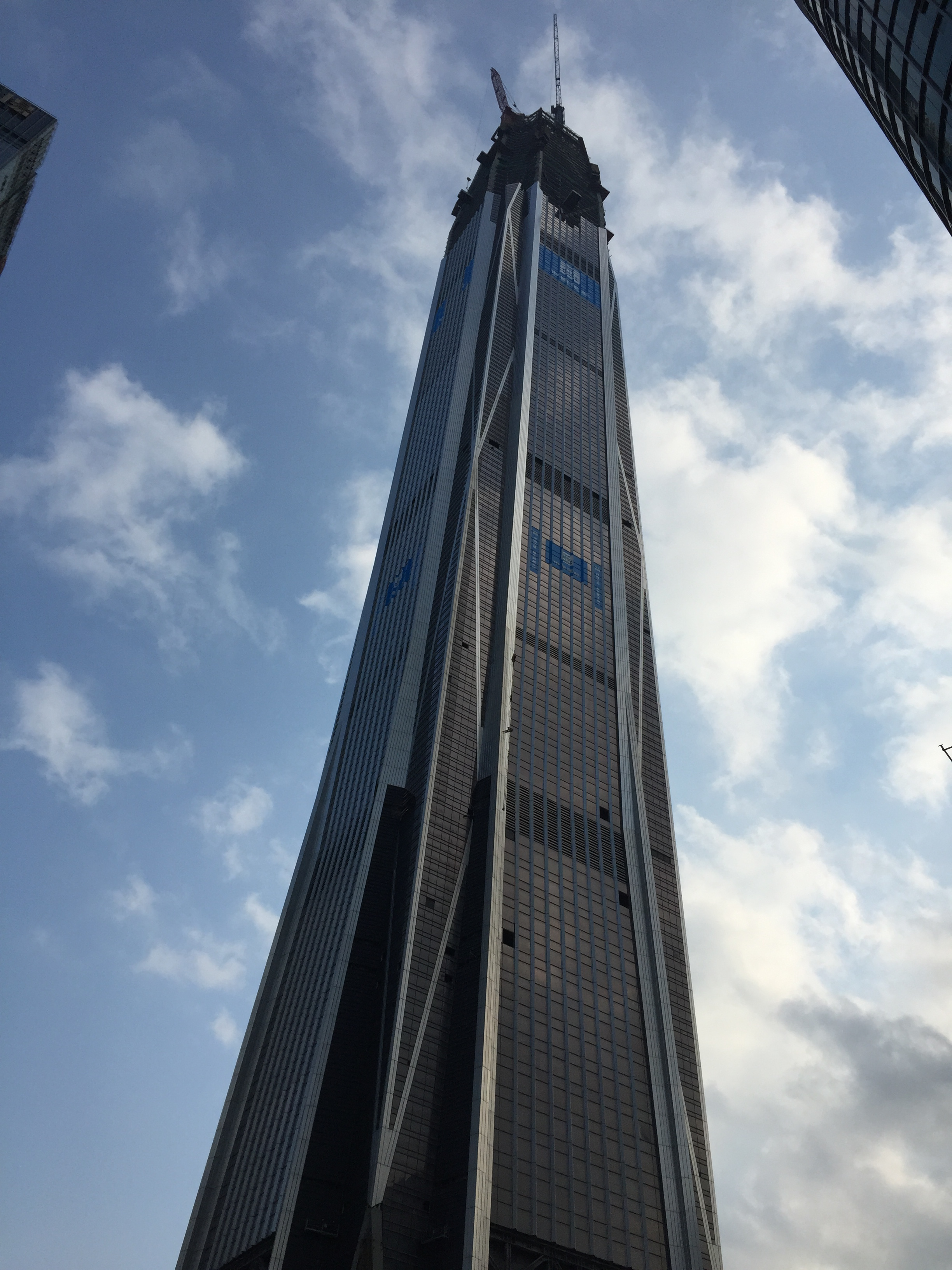
Травень 2015
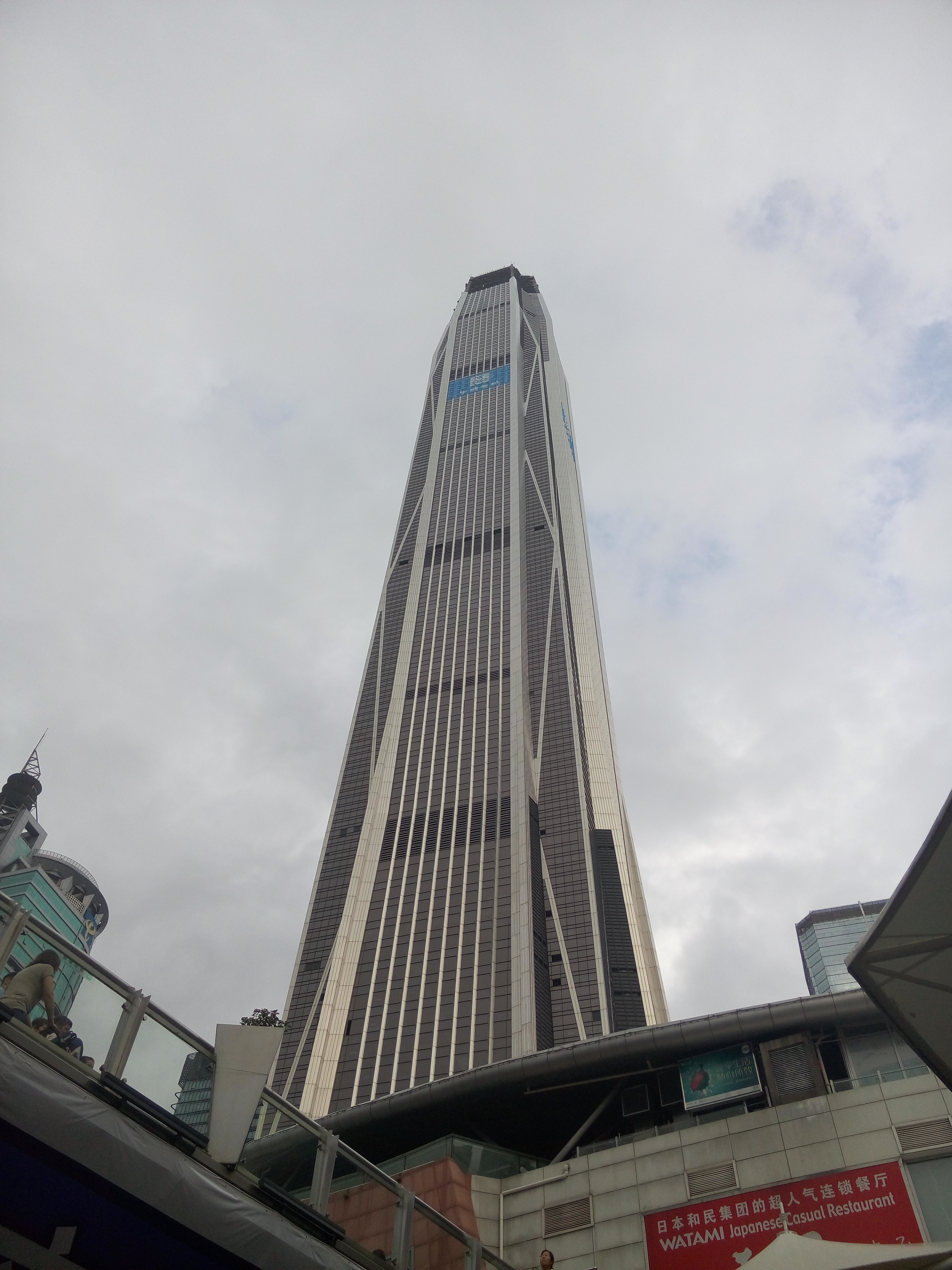
Серпень 2015
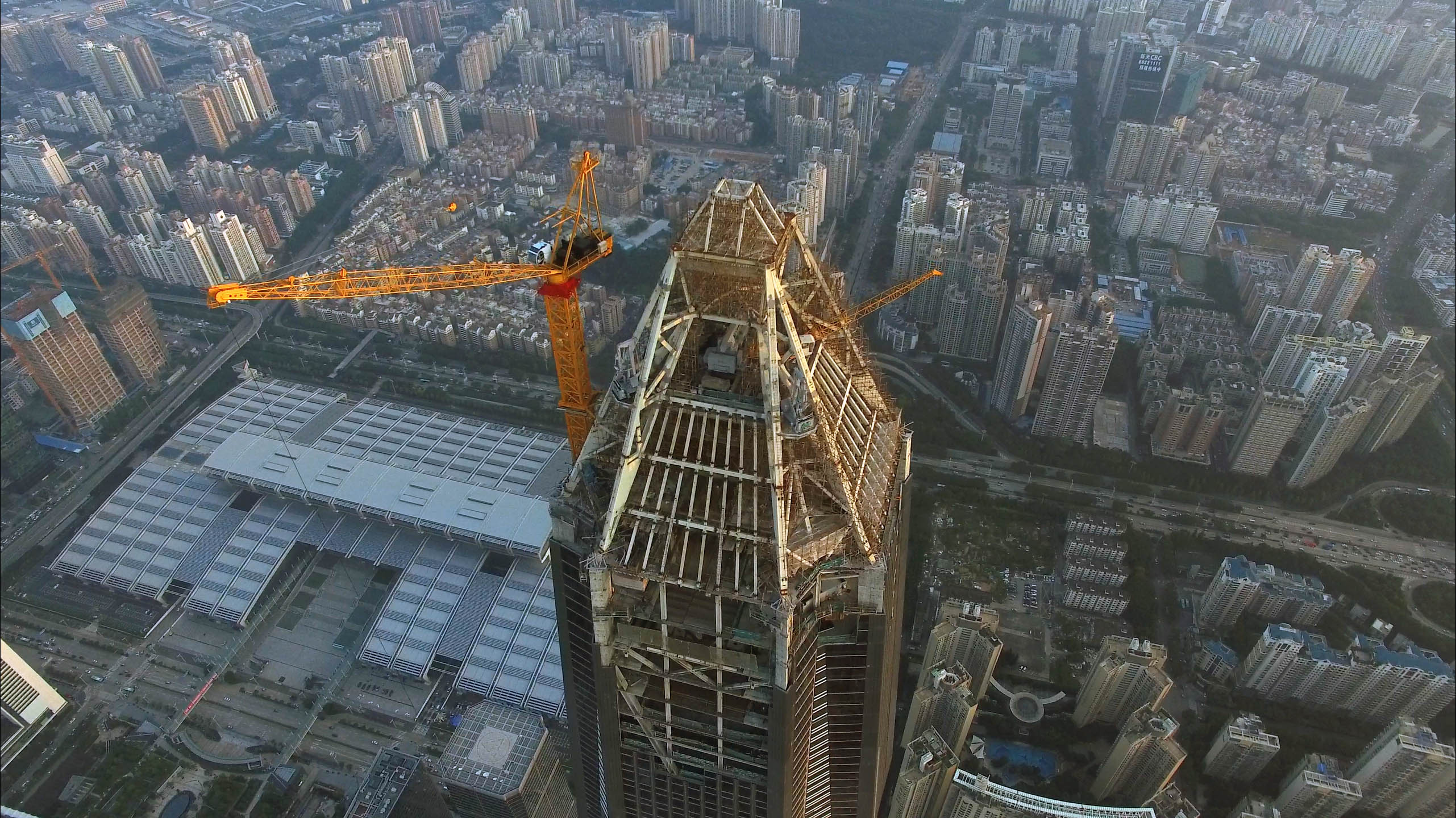
Вересень 2015
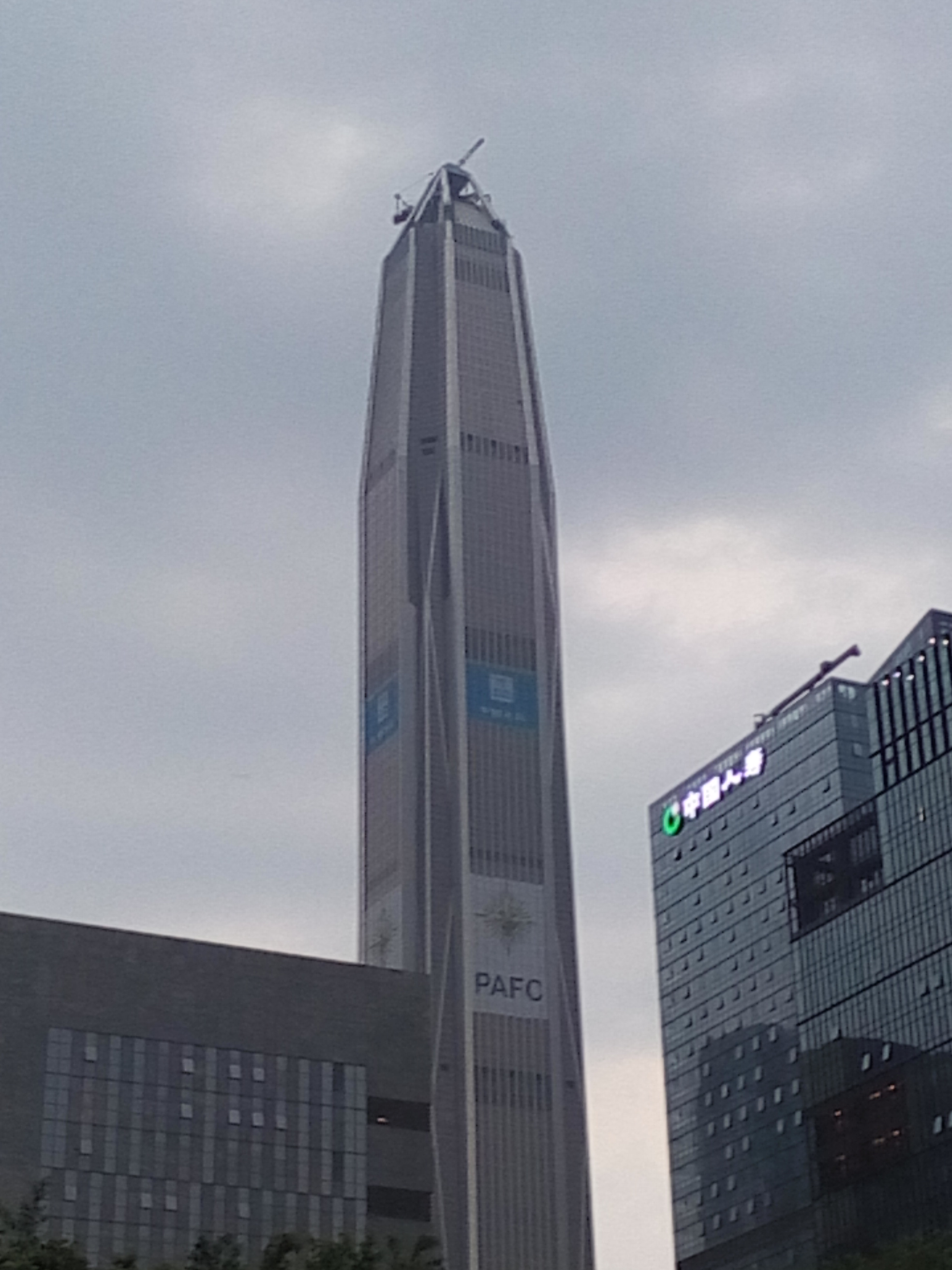
Березень 2016
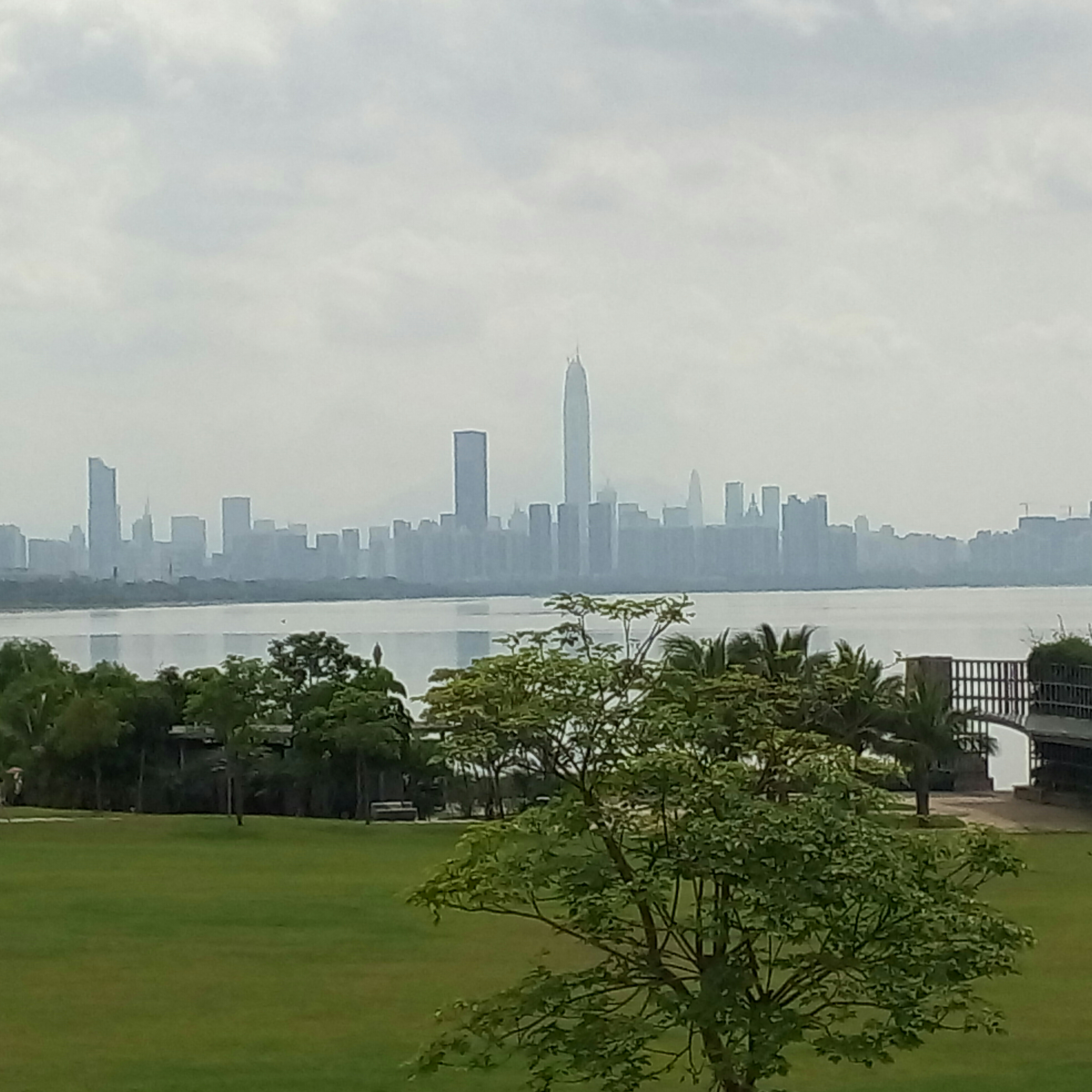